# Ярвисало, Иоган Андреевич
Иога́н Андре́евич Я́рвисало (Иоганн Эмиль Ярвисало фин. Johan Emil Järvisalo; 11 марта 1888, Тавастгусская губерния, Великое княжество Финляндское, Российская империя — 14 мая 1929, Ялта, Крымская АССР, РСФСР, СССР) — советский партийный деятель, участник революционного движения в России и Финляндии, Первый секретарь Карельского областного комитета РКП(б) (1922—1929).

## Биография

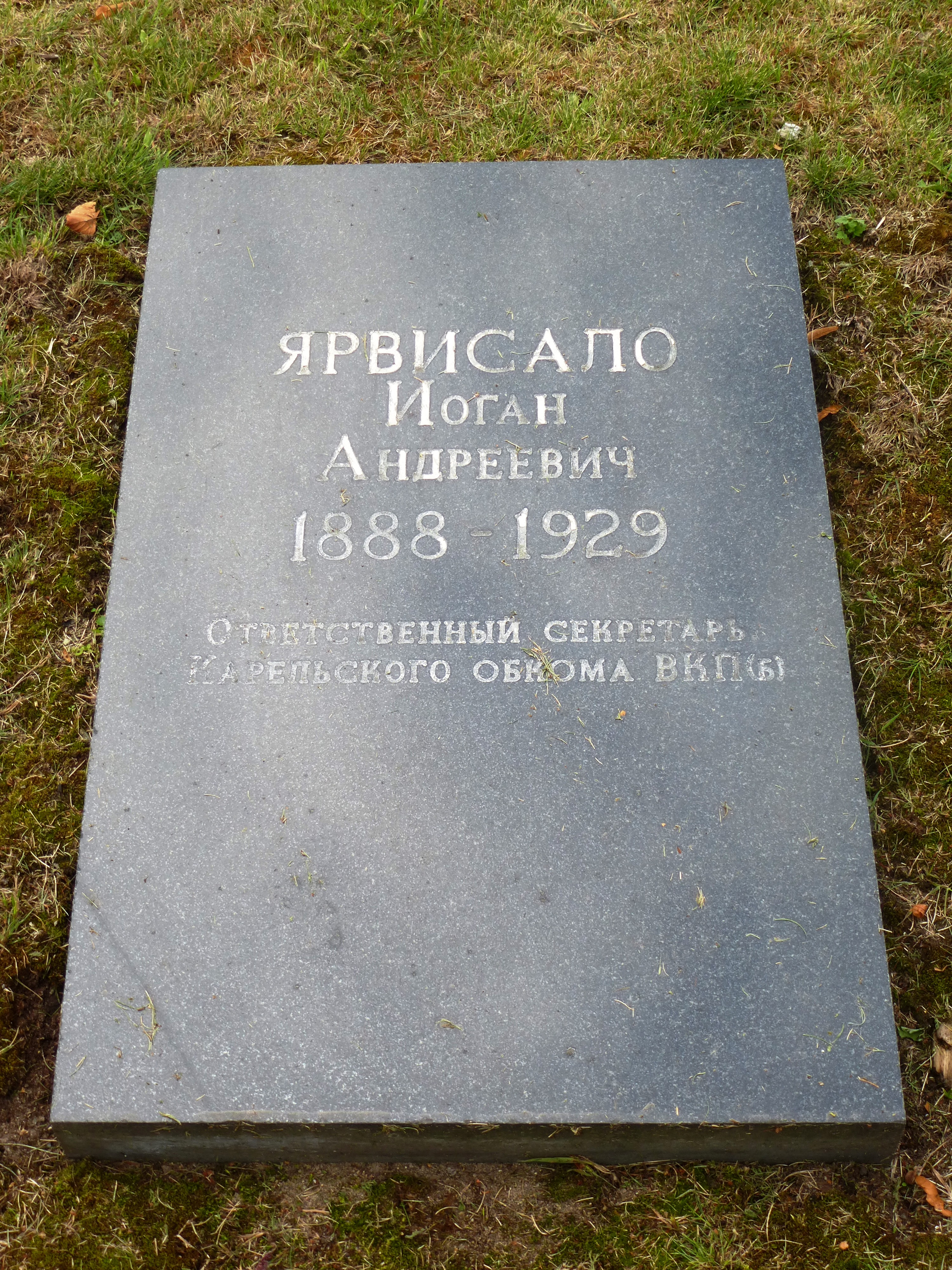
Плита на Братской могиле в Петрозаводске на пл. Ленина

Родился 11 марта 1888 года в Тавасткусской губернии в Великом княжестве Финляндском в семье плотника. После окончания школы работал на колбасной фабрике в г. Форссо, затем в типолитографии в Гельсингфорсе. По национальности финн.
В 1907 г. окончил Коммерческую академию в Гельсингфорсе. С 1907 года — член Социал-демократической партии Финляндии. Был председателем союза торгово-промышленных рабочих Финляндии. В 1907—1910 гг. работал сапожником, чернорабочим. В 1910—1917 гг. — секретарь райкома Гельсингфорсского союза портовых и транспортных рабочих.
Во время Февральской революции был инициатором организации Всефинляндского социал-демократического союза торгово-промышленных рабочих, а также председатель комиссии по борьбе со спекуляцией продовольствия.
Участник гражданской войны в Финляндии — был начальником Продовольственного отдела интендантского управления Красной гвардии и начальником продовольственного отдела Совнаркома. В апреле 1918 г., после поражения революции, эмигрировал в СССР.
Из Москвы, был направлен в командировку в Омск. В Сибири попал в плен к колчаковцам, приговорен к смертной казни, заменённой на ссылку в Северную Якутию (одной из причин, почему Ярвисало не был казнён, явилась невозможность прочтения финской литературы, которая при нём была, в связи с отсутствием переводчика). В ноябре 1918 г. был переведен в Балаганск.
С весны 1920 г. работал в Петрограде.
С 1920 года — член РКП(б), работал в Центральном бюро финских организаций РКП(б) в Петрограде.
В 1920—1921 годах — секретарь Карельского ревкома.
С 1921 года секретарь Кемского уездного комитета РКП(б). Член уездной тройки по борьбе с бандитами во время Карельского восстания.
С 1922 года — ответственный секретарь Областного комитета РКП(б) Карельской Трудовой Коммуны, член исполкома Карельской Трудовой Коммуны.
С 1923 года — ответственный секретарь Карельского обкома РКП(б). Член Президиума Карельского ЦИК, член Карельского ЦИК IV—VIII созывов. Делегат XI—XIV Всероссийских и II—V Всесоюзных съездов Советов
Скончался 14 мая 1929 года, будучи на излечении в туберкулёзном санатории в Ялте, от туберкулёза легких и горла.
Гражданская панихида прошла 20 мая 1929 г. в Москве, где он был кремирован.
Торжественно похоронен в Братской могиле героев Гражданской войны в Петрозаводске 26 мая 1929 г.

## Семья
Жена — Хильма Матвеевна Ярвисало (1892—1950).